# Emil Stang
Emil Stang (Christiania, (actual Oslo), Noruega, 14 de juny, 1834 - idem. 4 de juliol, 1912), fou un advocat i polític noruec. Era fill del polític Frederik Stang (1808-1884).
El 1862 fou nomenat advocat del Tribunal Suprem. En el Storthing (Congrés), al que va pertànyer de 1882 a 1894 i de 1898 a 1900, es va conquerir ràpidament una distingida situació, i des de 1883 va ser, cap del partit conservador, De mitjans de 1889 a principis de 1891 des de la primavera de 1893 fins a la tardor de 1885 va defensar, com a president del Ministeri, al capdavant del Gabinet conservador, una política d'amistosa unió, però va fracassar davant l'oposició de la Cambra.
Després de retirar-se, va ser al principi jutge superior de província (lagman) i després (fins a 1904) membre del tribunal suprem.